# SunTrust Moto-ST Series
De SunTrust Moto-ST Series is een Amerikaans motorrace kampioenschap dat georganiseerd wordt door Grand-Am. Alle motoren zijn productie motoren die zijn aangepast om te racen. Er wordt gestreden om drien titels: beste coureur, beste team en beste motoren fabrikant. De motoren zijn verdeeld in drie klasses: SuperSport Twins (SST),  GrandSport Twins (GST) en  Sport Twins (ST). Er doen in totaal 122 motoren mee. 

## De motor
- SuperSport Twins

De motor heeft tussen de 90 en 118pk. Na de race moet de motor 200 kg wegen. In deze klasse doen de merken Aprilia, Suzuki, MZ, BMW en Ducati mee.
- GrandSport Twins

De motor heeft tussen de 75 en 90pk. Na de race moet de motor 175 kg wegen. In deze klasse doen de merken Buell en Ducati mee.
- Sport Twins

De motor heeft minder dan 75pk en moet na de race 200 kg wegen. In deze klasse doen de merken Suzuki en Kawasaki mee.
Alle motoren zijn vier-in-lijn motoren. De banden worden verzorgd door Pirelli en Sunoco zorgt voor de loodvrije benzine.

## Race Kalender
- 20-22 oktober - 8 uren van Daytona - Daytona International Speedway
- 3-4 maart - Daytona USA 500 - Daytona International Speedway
- 13-14 april - Homestead 500k - Homestead-Miami Speedway
- 27-29 april - VIR 500k - Virginia International Raceway
- 7-8 juli - Road America 500k - Road America
- 12-14 juli - Iowa Speedway 500 - Iowa Speedway
- 19-20 oktober - 8 uren van Daytona Finale - Daytona International Speedway